# Semjon Ivanovič Dežnjov
Semjon Ivanovič Dežnjov [semjón ivánovič dežnjóv] (rusko Семён Ива́нович Дежнёв), ruski popotnik, raziskovalec, pomorščak, jakutski kozak in trgovec s kožuhovino, * okoli 1605, Veliki Ustjug, Rusija, † 1673, Moskva, Rusija.
Dežnjov je bil prvi evropski pomorščak, ki je leta 1648 plul skozi Beringov preliv in pokazal da Evrazija ni povezana z Aljasko.

## Življenje in delo
Kot mnogo smelih ruskih pustolovcev je odšel v Sibirijo, da bi obogatel. Služboval je v Tobolsku in Jenisejsku. Postal je zelo znan zaradi svojih izkušenj in poguma.
Leta 1647 ga je povabil Fedot Aleksejevič Popov (tovariš iz Holmogorija), da bi se pridružil nižekolimski skupini in odplul iz Kolime proti severu po reki Kolima do obale in nato po morju proti vzhodu ter iskal dragocene »mrožje zobe in ribje kosti« (mrožje okle in kitove kosti). Zadnja točka potovanja naj bi bila reka Anadir. Vendar so razmere zaradi ledu preprečile skupini, ki je morala prekiniti svojo odpravo. Dežnjova to ni ustavilo, da ne bi naslednje leto spet poskušal.
Naslednje leto sta Dežnjov in Popov vodila skupino 90 do 105 ljudi v sedmih majhnih kočih proti reki Anadir. Do njenega estuarija so pluli severno deset tednov. Dejavnosti Dežnjova v tej etapi potovanja niso dokumentirane. Danes lahko sledimo le Popovu. Iz estuarija se je Dežnjov usmeril po reki in ustanovil zimovališče in anadirsko postojanko (ostrog), kasnejšo naselbino. Istega leta je plul vzdolž severnega konca Azije in odkril kar danes imenujemo Anianska ožina med Azijo in Aljasko, in tako pokazal, da evrazijska in ameriška celina nista povezani. Sledil je obali in obplul Čukotski polotok. V svojem poročilu je opisal ta legendarni »Tabin-Promontorium«, katerega obstoj so predvidevali že antični geografi. Dežnjov je opisal tudi dva otoka, kjer živijo Čukči, danes znana kot Diomedova otoka na sredini Beringovega preliva. Večji in zahodnejši od njiju je Otok Ratmanova, Imaklik ali Nunarburk, manjši pa Kruzenšternov otok ali Inalik, ki je pod upravo ZDA. Med njima poteka mednarodna datumska meja. Zbral je zanimive narodopisne podatke o Čukčih, ki si krasijo spodnje ustnice s kosi mrožjih oklov in kosti. Kje je po potovanju pristal Dežnjov ni znano.
Princ Borjatinski, guberner Jakutska je leta 1670 zaupal Dežnjovu odpravo v Moskvo. Tja je moral odnesti »sobolji zaklad« in uradne dokumente. Za to pot je Dežnjov potreboval eno leto in pet mesecev. Rane, ki jih je dobil na ruskih mejah, in garaško delo so mu spodkopali zdravje. Po težki bolezni je umrl v Moskvi.

## Priznanja
Poimenovanja
Poročila o dosežkih njegove odprave so dolgo časa pozabljena ležala v arhivih vse do leta 1736, ko so jih našli. Šele leta 1879 so na podlagi peticije Ruskega geografskega društva najvzhodnejšo evrazijsko štrlino imenovali Dežnjovov rt (66º 07’ severno, 169º 50’ zahodno). Še danes je o njem zelo malo znanega.
Morda obstaja celo možnost, da je del oprave Dežnjova odkril ameriško celino in dosegel Aljasko, ter tam tudi ustanovil naselnino.
Po njem se imenuje asteroid 3662 Dežnjov, ki ga je leta 1980 odkrila Žuravljova, ter udarni krater Dežnjov na Marsu.
1. 1 2  Дежнев, Семен Иванович // Русский биографический словарь — Sankt Peterburg.: 1905. — Т. 6. — С. 164-166.
2. ↑  Nationalencyklopedin — 1999.
3. ↑  Brockhaus Enzyklopädie
4. ↑  Историческая энциклопедия Сибири — Новосибирск: 2009. — ISBN 5-8402-0230-4